# Tenencia de la tierra

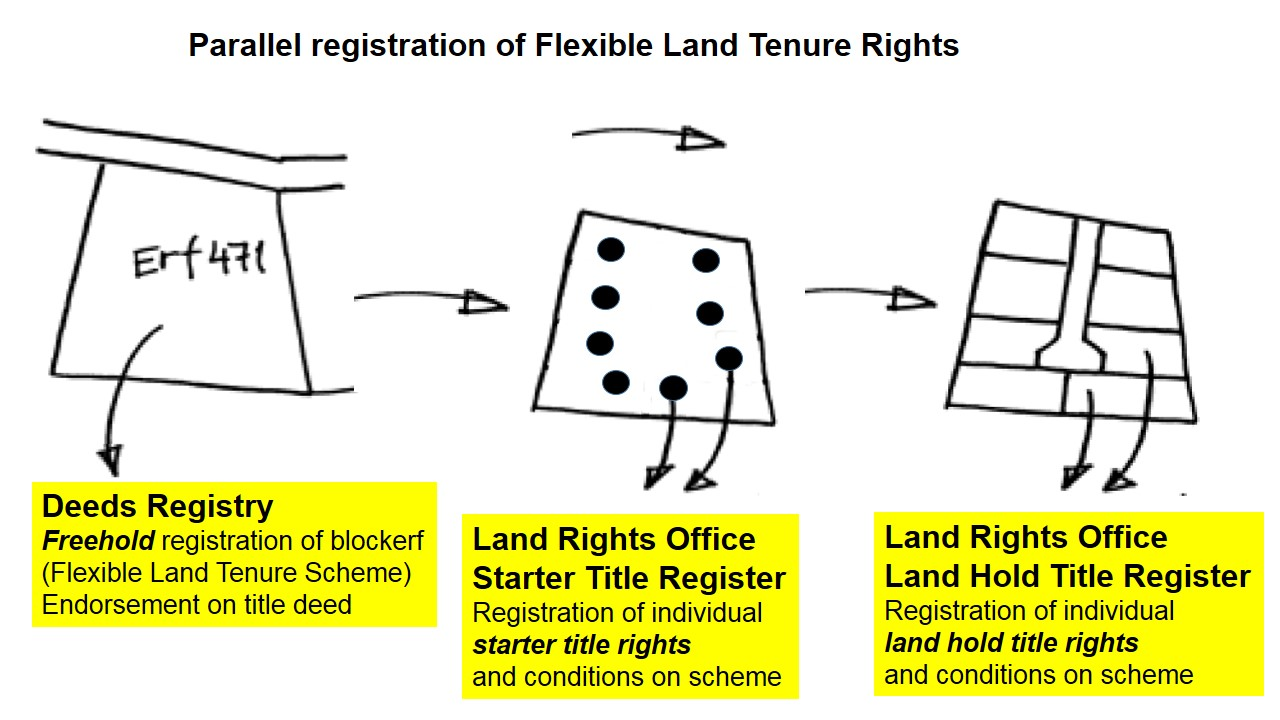
Registro paralelo de derechos flexibles de tenencia de tierras

En los sistemas de Derecho consuetudinario (Derecho anglosajón), la tenencia de la tierra (land tenure en inglés, del verbo francés "tenir", tener) es el régimen legal bajo el cual la tierra propiedad de una persona física o jurídica es tenida por otra persona (normalmente física) denominada el tenedor de la tierra, merced a un acuerdo (explícito o tácito) entre ambas personas.
El régimen de tenencia de la tierra determina quién puede utilizarla, durante cuánto tiempo y en qué condiciones. La tenencia puede basarse tanto en leyes y políticas formales como en costumbres locales informales (en la medida en que una ley superior lo permita). En otras palabras, la tenencia de la tierra implica un sistema según el cual la tierra está en manos de un individuo o de quien la cultiva (la trabaja), pero esta persona no tiene la propiedad, solamente la posesión (jurídicamente se puede diferenciar la posesión de la simple tenencia). 
Este régimen determina los derechos y responsabilidades del tenedor (que también, según la RAE, puede denominarse teniente) en relación con su tenencia. El rey, conocido en Inglaterra como la Corona, por su propia condición de monarca, era propietario de tierras (es decir, nadie le había transferido esta propiedad). Todos los que en Inglaterra poseían tierras eran tenientes o subtenientes del monarca. La tenencia significa una relación legal, entre el tenedor y el propietario, que organiza los deberes y derechos de ambos en relación con la tierra. A lo largo de la historia se han establecido muchas formas diferentes de tenencia de la tierra.
Es difícil explicar y entender el concepto de tenencia de la tierra porque deben usarse palabras con muchos significados, de los cuales solo algunos son válidos para el caso. Por ejemplo, la RAE da a propiedad 8 significados, de los cuales solo es válido el primero, «facultad de poseer alguien algo y poder disponer de ello dentro de los límites legales», y encima no aclara la diferencia con posesión, que es fundamental para la cuestión. El terrateniente (landowner) es el propietario de la tierra, y no un teniente ni un tenedor, aunque la palabra se forme con la misma raíz. Por su parte, de los 6 significados que la RAE da a posesión, se aplica en esta explicación el últimoː «situación de poder de hecho sobre las cosas o los derechos, a la que se otorga una protección jurídica provisional que no prejuzga su titularidad».

## Tenencia feudal
El concepto jurídico de tenencia de la tierra en la Edad Media ha llegado a conocerse como el sistema feudal, que ha sido ampliamente utilizado en toda Europa, Oriente Medio y Asia Menor. Los señores feudales que recibían tierras directamente de la corona, o de otro terrateniente, a cambio de ciertos derechos y obligaciones eran llamados arrendatarios principales.
Asignaron porciones de las tierras en su posesión a subtenedores, quienes a su vez las dividieron entre tenedores más inferiores. Este proceso —el de otorgar tenencias subordinadas— se conoce como subinfeudación. De esta manera, todos los individuos, excepto el monarca, poseían tierras que siempre eran propiedad ajena, porque solo podía ser propietario el rey, también conocido como señor supremo (overlord) o soberano.
Históricamente, era habitual que existieran deberes y derechos recíprocos entre el señor y el tenedor de sus tierras. Se daban distintos tipos de tenencia para adaptarse a diferentes clases de necesidades. Por ejemplo, una tenencia militar podría ser por servicio de caballería, y requerir que el tenedor proporcionara al señor una cierta cantidad de jinetes armados y tropas de tierra.
Aquí entra en juego una palabra que lleva a confusiónː fee. Es muy conocida en el inglés actual y significa habitualmente honorarios. Pero en este contexto de tenencia de la tierra hace referencia a 2 figuras jurídicasː el fee tail, que impide la división de la propiedad de una persona entre sus herederos (parecida al mayorazgo o al hereu) y el fee simple, que no supone restricciones. Eran habitualmente objeto de la primera figura tierras, rentas territoriales o bienes inmuebles productores de ingresos, normalmente conocidos como "feudos" (fiefs o fiefdoms en inglés). A lo largo de los siglos, y dependiendo de la región se desarrolló una amplia variedad de costumbres basadas en el mismo principio de subinfeudación. La famosa Carta Magna, por ejemplo, aparte de otorgar una serie de libertades, limitaba los pagos feudales a la Corona.
Desde entonces, estos tipos de tenencia han evolucionado hacia otras formas, como los arrendamientos y los dominios. En España y Sudamérica se dieron los latifundios.

## Modos de propiedad y tenencia
Existen numerosos modos de propiedad de la tierra y de su tenencia. En español se suele hablar mucho más de "propiedad de la tierra" (12 800 000 resultados en Google el 15 de octubre de 2024) que de "tenencia de la tierra" (2 570 000), en contraposición a una visión inglesa más equilibrada (10 700 000 resultados para "land ownership" y 6 060 000 para "land tenure"). Pero lo importante no es quién tiene la propiedad de la tierra, sino que el régimen de tenencia para quienes la cultivan y viven de ella sea seguro y asequible. Para hablar del problema de que unos pocos posean (sin implicar propiedad) mucha tierra, y otros muchos muy poca o ninguna, también se emplea el término "reparto de la tierra".

### Tenencia tradicional de la tierra
La mayoría de las naciones o tribus indígenas de América del Norte no pensaban que alguien pudiera ser propietario de tierras; para ellos solamente podían habitarse o aprovecharse (caza, cultivo y recogida de frutos) con mayordomía (stewardship). Mientras que la propiedad europea de la tierra se centraba en el control, las nociones indígenas se basaban en la administración. Cuando los europeos llegaron por primera vez a América del Norte, a veces hicieron caso omiso de la tenencia tradicional de la tierra y simplemente se apoderaron de ella, o bien la adaptaron al derecho de tenencia tradicional reconociéndola como título aborigen. Esta teoría formó la base de los tratados con los pueblos indígenas.

### Propiedad de la tierra tras juramento de hacer uso productivo de ella
En varios países en desarrollo, como Egipto y Senegal, este método todavía se utiliza actualmente. En Senegal se denomina mise en valeur des zones du terroir (en francés, puesta en valor de zonas del terruño) y en Egipto se le llama Wadaa al-yad.

### Título alodial
El título alodial es un sistema en el cual la propiedad inmobiliaria se posee de forma absolutamente libre y sin prerrogativas de ningún terrateniente o soberano superior. El título alodial verdadero es poco común, y la mayor parte de la propiedad de la tierra en el mundo del Derecho consuetudinario (Australia, Canadá, Irlanda, Nueva Zelanda, Reino Unido, Estados Unidos) es en régimen no restringido (el fee simple explicado más arriba). El título alodial es inalienable, por lo que puede ser transmitido, legado, donado o hipotecado por el propietario, pero no puede ser embargado ni restringido para el cobro de impuestos o deudas privadas, ni expropiado por el Estado.

### Tenencia feudal de la tierra
La tenencia feudal de la tierra es un sistema de obligaciones mutuas en virtud del cual un rey o noble otorgaba a alguien un feudo (cierto grado de interés en el uso o los ingresos de un determinad territorio) a cambio de que ese alguien le prestara servicios (como aportar guerreros para el ejército) o le pagara en dinero o en especie. Se seguía este patrón desde el nivel de la alta nobleza —vasallos directos de un monarca— hasta la nobleza menor, cuyos únicos vasallos eran sus siervos.

### Pleno dominio
Según el Derecho consuetudinario, el pleno dominio (fee simple; esta figura también existe en el Derecho continental) es el derecho de propiedad más completo que alguien pueda tener sobre un bien raíz, aparte del raro título alodial. El titular de este derecho normalmente puede vender o transferir libremente la propiedad o utilizarla para garantizar un préstamo hipotecario. El pleno dominio no obsta para que, en la mayoría de los lugares, se deba pagar un impuesto sobre la propiedad, ni para que, si la tierra está hipotecada, exista sobre ella un derecho de retención, una carga (derecho). En las sociedades modernas, el pleno dominio (también llamado dominio pleno o dominio absoluto) es la forma más común de propiedad de la tierra. La tierra también puede ser propiedad de más de una parte y pueden existir diversos regímenes de copropiedad, según la legislación de ese territorio.

### Título nativo
En Australia, el título nativo es un concepto de Derecho consuetudinario que reconoce que algunos pueblos indígenas tienen ciertos derechos territoriales que derivan de sus leyes y costumbres tradicionales. El título nativo puede coexistir con derechos de propiedad no indígenas y en algunos casos diferentes grupos indígenas pueden ejercer su título nativo sobre la misma tierra. Existen aproximadamente 160 resoluciones de títulos nativos registradas, que abarcan alrededor del 16 % de la masa terrestre de Australia. El caso Mabo revocó la decisión en Milirrpum y repudió la noción de terra nullius. Las leyes parlamentarias posteriormente aprobadas reconocieron la existencia de esta doctrina de Derecho consuetudinario.

### Uso vitalicio
Según el Derecho consuetudinario, el uso vitalicio (life estate) es un derecho de una persona sobre un bien inmueble que termina con la muerte de dicha persona. El titular tiene el uso de la tierra mientras viva, pero normalmente no tiene la capacidad de transmitir ese derecho (vendiéndolo, legándolo, donándolo) ni de usarlo para garantizar un préstamo hipotecario. Una figura parecida es la enfiteusis.

### Mayorazgo
Según el Derecho consuetudinario, un fee tail sobre una propiedad implica que quien la ha heredado solo la puede legar al mayor de sus descendientes, pero no puede venderla, dividirla ni hipotecarla. Conceptos similares son el desaparecido mayorazgo y el todavía vigente hereu, en Cataluña.

### Arrendamiento
Según el Derecho consuetudinario y el Derecho civil, el propietario puede alquilar una tierra a otra parte. Es posible adoptar una amplia gama de acuerdos, desde plazos muy cortos hasta los contratos de arrendamiento de 99 años habituales en el Reino Unido para los apartamentos, y que permiten diversos grados de libertad en el uso de la propiedad. En inglés se usan los verbos to lease y to rent, con significados que pueden diferir; en español se usan arrendar y alquilar como sinónimos absolutos. Es importante destacar que en español el leasing —alquiler con opción a compra o arrendamiento financiero— se traduce al inglés como finance lease.

### Tierras comunales
Los derechos de uso de un bien comunal (no confundir con el bien común) pueden incluir derechos tales como el uso de un camino o el derecho a que los animales propiedad de una persona pasten en tierras de propiedad comunal.

### Aparcería
En la aparcería (sharecropping), el campesino aprovecha tierras propiedad del señor a cambio de pagarle parte de la cosecha o del ganado nacido.

### Servidumbres
Una servidumbre (Derecho) —en inglés easement o servitude— permite a una persona realizar ciertos usos específicos de tierras que son propiedad de otra. La servidumbre más clásica es la de paso (derecho a cruzar), pero también puede consistir en tender una línea eléctrica a través de una tierra ajena.

### Otras
Existen además diversas formas de propiedad colectiva, que normalmente toman la forma de membresía en una cooperativa o de acciones en una corporación, que es propietaria de la tierra (habitualmente en pleno dominio, pero con la posibilidad de otros regímenes). También se dan situaciones híbridas: en muchos Estados comunistas, la propiedad estatal de la mayor parte de las tierras agrícolas se ha combinado de diversas maneras con la tenencia de tierras por parte de colectivos agrícolas (koljós, sovjós). 

## En arqueología
Pueden estimarse arqueológicamente las tradiciones de tenencia de la tierra según la territorialidad y a través de las formas en que las personas crean y utilizan los límites del paisaje, tanto naturales como construidos. Los aspectos menos tangibles de la tenencia son más difíciles de fijar, y su estudio depende en gran medida del registro antropológico (en el caso de las sociedades prealfabetizadas) o de la evidencia textual (en el caso de las sociedades alfabetizadas).
En arqueología, las tradiciones de tenencia de la tierra se pueden estudiar a lo largo de la historia, por ejemplo, la tenencia de la tierra basada en el parentesco y la gestión de la propiedad colectiva. Esto permite estudiar las consecuencias a largo plazo del cambio y el desarrollo en los sistemas de tenencia de la tierra y la productividad agrícola.
Además, un enfoque arqueológico de los acuerdos de tenencia de la tierra estudia los aspectos temporales de la gobernanza de la tierra, incluidos sus aspectos a veces temporales y negociables, así como los usos de formas pasadas de tenencia. Por ejemplo, las personas pueden reivindicar la posesión de recursos mediante una referencia a la memoria ancestral dentro de la sociedad. En estos casos, la naturaleza y las relaciones con aspectos del pasado, tanto tangibles (por ejemplo, monumentos) como intangibles (por ejemplo, conceptos de la historia a través de la narración de historias), se utilizan para legitimar el presente.

## Por país

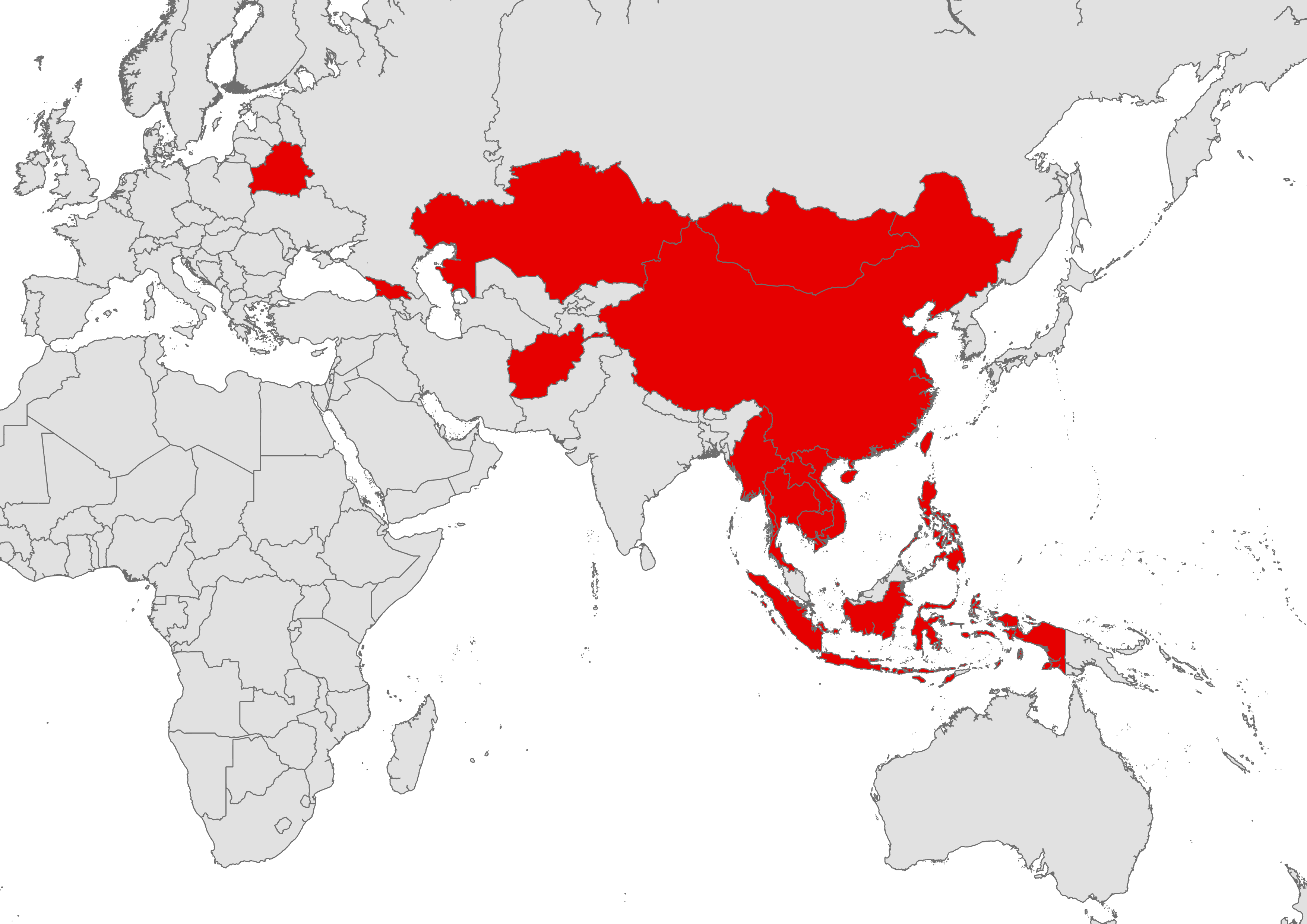
Países donde en 2023 la propiedad extranjera de tierras estaba prohibida

### Angola
La Ley de Tierras de 2004 confirmó la autoridad estatal última sobre la tierra y los recursos naturales, tanto en el entorno urbano como en el rural. No obstante, esta ley permitía la transferencia de tierras para uso privado, sujeta a condiciones que incluían el «uso útil y efectivo». El artículo 15 de la nueva Constitución de 2010 prevé que la tierra se transfiera a personas físicas o jurídicas «con vistas a su uso racional y pleno en los términos de la Constitución y la ley». El artículo 98(3) limita la propiedad y la transmisión a los ciudadanos angoleños.

### Afganistán
Según el artículo 41 de la Constitución de Afganistán, los extranjeros no podrán ser propietarios de tierras. «Los extranjeros no tendrán derecho a la propiedad de bienes inmuebles en Afganistán».

### Canadá
Canadá prohibió en enero de 2023 que los extranjeros no residentes compraran viviendas, y en febrero de 2024 extendió esta prohibición hasta 2027.

### China
La tierra en China es de propiedad estatal o colectiva. Las empresas, los agricultores y los tenedores de viviendas arriendan tierras al Estado mediante contratos de alquiler a largo plazo, de 20 a 70 años. A los inversores extranjeros no se les permite comprar tierras en China ni tener la propiedad de ellas.

### Tailandia
En Tailandia normalmente a los extranjeros se les prohíbe tener la propiedad, e incluso la posesión, de tierras en Tailandia. Estas restricciones están contempladas en la Ley del suelo, artículos 96 y siguientes.

### Camboya
Según el artículo 44 de la Constitución de Camboya, «sólo las personas físicas o jurídicas de nacionalidad jemer tendrán derecho a la propiedad de la tierra». A los extranjeros se les prohíbe tener la propiedad, e incluso la posesión, de tierras.

### Filipinas
La Constitución de 1987 prohíbe a los extranjeros la propiedad de tierras en Filipinas.

### Indonesia
En Indonesia no se permite los extranjeros el pleno dominio de tierras.

### Vietnam
Como en muchos otros países del sudeste asiático, los extranjeros no pueden comprar tierras ni ser propietarios de ellas. La tierra es propiedad colectiva de todo el pueblo vietnamita, pero está gobernada por el Estado. Según la Ley Nacional de Tierras, los extranjeros y las organizaciones extranjeras pueden arrendar tierras. El período de arrendamiento es de hasta 50 años.

### Birmania
Aunque la compra de tierras no está permitida a los extranjeros, un inversor inmobiliario que tenga un permiso de la Comisión de Inversiones de Myanmar (MIC por sus siglas en inglés) puede solicitar un contrato de arrendamiento por 70 años.

### Bielorrusia
Según la legislación de Bielorrusia, un ciudadano extranjero no puede ser propietario de tierras y sólo tiene derecho a arrendarlas.

### Laos
A los extranjeros se les prohíbe la propiedad permanente de la tierra. Solo pueden arrendarla por un período de hasta 30 años.

### Mongolia
Únicamente los ciudadanos mongoles pueden ser propietarios de tierras dentro del territorio de Mongolia. Los ciudadanos extranjeros sólo pueden arrendarlas.

### Maldivas
A los extranjeros no se les permite el pleno dominio de tierras en las Maldivas. Solo pueden arrendarla por 99 años.

### Sri Lanka
En 2014, el Parlamento de Sri Lanka aprobó una ley que prohíbe la compra de tierras por parte de extranjeros. La nueva ley permitirá a los extranjeros tener la posesión de tierras únicamente mediante un contrato de arrendamiento de hasta 99 años con un impuesto anual del 15 % sobre el alquiler total pagado por adelantado.

### Georgia
Desde 2017, la nueva constitución de Georgia prohíbe a los extranjeros la propiedad de tierras de cultivo. Con un pequeño número de excepciones, determina que las tierras cultivables sólo pueden ser propiedad del Estado, de un ciudadano georgiano o de una entidad de propiedad georgiana.

### Kazajstán
En 2021, el presidente Kassym-Jomart Tokayev firmó una ley que prohíbe la venta y el arrendamiento de tierras agrícolas a extranjeros.

### Israel
Aproximadamente el 7 % de la tierra asignada en Israel es de propiedad privada. El resto, es decir el 93 %, es propiedad del Estado y se conoce como “Tierra Israelí”. La Ley de las tierras de Israel (una de las 14 Leyes fundamentales de Israel, que carece de Constitución) establece que la tierra de Israel es propiedad conjunta del Estado (69 %), la Autoridad de Desarrollo (12 %) y el Fondo Nacional Judío (12 %).

### Irlanda
Proyecto de ley de reforma de la legislación sobre tierras y transferencias de propiedad, 2006

### Reino Unido

#### Inglaterra y Gales
La Ley de abolición de las tenencias de 1660 terminó con la obligación de que los tenedores de tierras aportaran caballeros al ejército, y sustituyó las diversas obligaciones anteriores, en la práctica, por pagos regulares, normalmente en dinero, pero a veces en especie (socage).

#### Escocia
La tenencia de tierras en Escocia tiene regímenes peculiaresː
- Croftingː una particular concentración parcelaria. En una localidad se asignan individualmente las mejores parcelas para el cultivo, y el resto se deja como tierra comunal para que paste el ganado de cualquier propietario.
- Los aoghairean eran siervos de las Hébridas a los que se les asignaba un terreno suficiente para alimentar a 2 vacas y 6 ovejas.
- Half-footː quien tenía los derechos sobre el terreno le daba semillas a otro y permitía que lo labrara. Luego se repartían la cosecha a medias.

### Estados Unidos
Con el aumento del sinhogarismo y la desigualdad de la riqueza, la tenencia de la tierra en el mundo desarrollado se ha convertido en un tema problemático. Las economías basadas en el mercado que tratan la vivienda como una mercancía y no como un derecho permiten leyes como la Proposición 13 de California (1978) que incentivan el tratamiento de la vivienda como una inversión. Debido a la demanda inelástica de la necesidad humana de vivienda, los precios de la vivienda pueden elevarse por encima de los precios universalmente asequibles. Esto complica la tenencia al limitar la oferta y exacerbar la falta de vivienda y las condiciones de vivienda informales. Por ejemplo, en Estados Unidos, una regulación mínima de la compraventa de viviendas y la búsqueda de alquileres permite la gentrificación, dejando a medio millón de estadounidenses sin hogar por no poder pagarlo. Esto se debe a que 17 millones de viviendas quedaron vacías como vehículos de inversión de los ricos.
Al mismo tiempo, los fenómenos meteorológicos severos provocados por el calentamiento mundial se han vuelto más frecuentes, afectando los valores de las propiedades.

### Países en desarrollo
En el mundo en desarrollo, las catástrofes están afectando a un mayor número de personas debido a la urbanización, el hacinamiento y los débiles sistemas jurídicos y de tenencia de la tierra.
Los sistemas coloniales de tenencia de tierras han generado dificultades en las sociedades postcoloniales.
Los conceptos de "propietario" y "tenedor" se han actualizado para referirse a la relación moderna de las partes respecto de un terreno que se mantiene bajo contrato de arrendamiento. Sin embargo, el profesor FH Lawson, en su Introducción a las leyes de propiedad (1958), señaló que la relación propietario-inquilino nunca encajó realmente en el sistema feudal y era más bien un «elemento comercial ajeno».
La doctrina de la tenencia no se aplicaba a los bienes muebles. Sin embargo, la relación entre un arrendador de bienes muebles y su arrendatario es muy parecida a la relación entre propietario y tenedor que puede crearse en el caso de tierras.
La tenencia segura de la tierra también reconoce el estatus legal del tenedor en las zonas urbanas. Por eso la inseguridad de la tenencia es un factor clave en los barrios marginalesː los habitantes de estas zonas carecen de títulos de propiedad o de contratos de alquiler de los terrenos sobre los cuales han construido sus chabolas, y por ello los gobiernos locales suelen marginarlos y no tenerlos en cuenta.
En 2012, el Comité de Seguridad Alimentaria Mundial, con sede en la Organización de las Naciones Unidas para la Alimentación y la Agricultura (FAO), aprobó las Directrices voluntarias sobre la gobernanza responsable de la tenencia de la tierra como norma mundial, ya que un problema de los pobres y los políticamente marginados es sufrir una tenencia insegura. Sin embargo, este trabajo no ha terminado y sigue en marcha. El Objetivo de Desarrollo Sostenible 5 de las Naciones Unidas también aboga por reformas que den a las mujeres acceso a la propiedad y el control de la tierra, en reconocimiento de la importancia de la tenencia para la distribución de los recursos. Debe recordarse que es posible proporcionar una tenencia segura sin necesidad de recurrir a la propiedad, y al revés, la propiedad de la tierra por parte de los pobres no les garantiza una tenencia segura, ya que se pueden ver forzados a venderla.